# STS-41-B
STS-41-B fue la décima misión del programa STS y la cuarta del transbordador Challenger. Después de la misión STS-9, la numeración de los vuelos fue cambiada, de esta manera el que hubiese sido el STS-11 se convirtió en el STS-41-B (la misión STS-10 había sido cancelada). Entre los objetivos de la misión se encontraba el lanzamiento de un satélite WESTAR y de otro tipo Palapa, la realización de un paseo espacial usando una mochila propulsora y el primer aterrizaje de una misión en el Centro Espacial Kennedy.

## Tripulación
- Vance D. Brand (3) - Comandante
- Robert L. Gibson (1) - Piloto

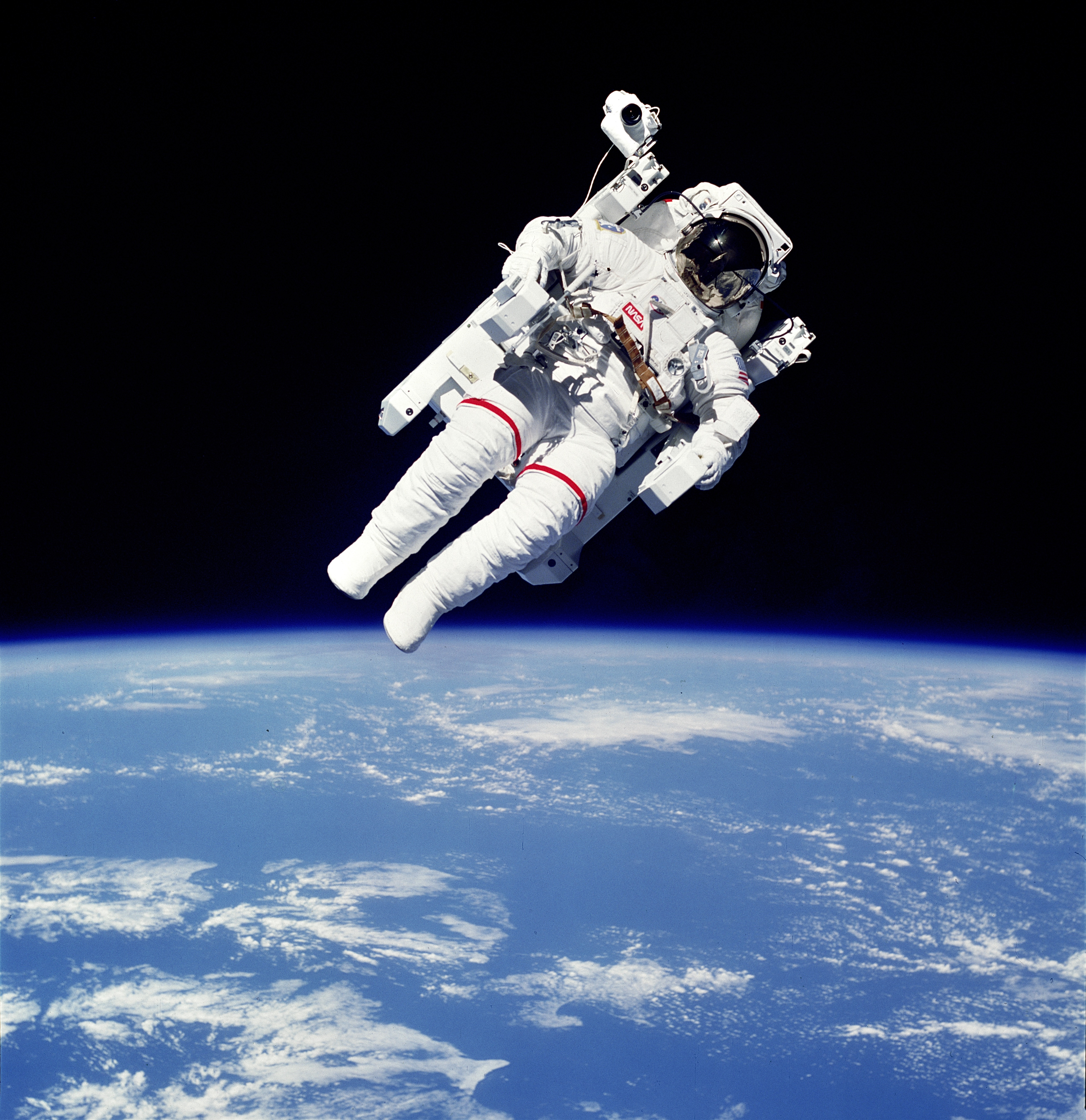
Bruce McCandless probando la mochila propulsora.

- Bruce McCandless II (1) - Especialista de misión
- Ronald E. McNair (1) - Especialista de misión
- Robert L. Stewart (1) - Especialista de misión

Entre paréntesis número de vuelos realizados incluido el STS-41-B. 

## Parámetros de la misión
- Masa:
  - Orbitador al despegue: 113,527 kg
  - Orbitador al aterrizaje: 91,278 kg
  - Carga: 15,362 kg
- Perigeo: 307 km
- Apogeo: 316 km
- Inclinación: 28.5°
- Periodo: 90.8 min